# أئمة الهدى (مسلسل)
أئمة الهدى هو مسلسل مصري تاريخي إسلامي.

## قصة
حلقات منفصلة تتناول سيرة حياة أئمة الإسلام ، وأصحاب كتب السنة، (البخاري)، (مسلم)، و(أبو داود)، و(النسائي)، و(ابن تيمية)، و(العز)، وغيرهم الكثير من أئمة الإسلام .
يوضح مآخذهم ، وأدلتهم ، ويبرز جهادهم ضد الظلم ، ومحاربتهم لأهل البدع ، وجهودهم العظيمة في شرح السنن ، وتسنين المذاهب الفقهية المختلفة.

## قائمة الحلقات
| - الإمام البخاري:3 - الإمام مسلم:2 - الإمام أبو داود:2 | - الإمام النسائي:2 - الإمام ابن تيمية:4 - الإمام العز:3 |

## بطولة
| - عبد الرحمن أبو زهرة:د. مرتضى - صبري عبد المنعم:حسين - أشرف عبد الغفور - طارق الدسوقي - محمد السبع - مديحة حمدي - وجدي العربي - سمير حسني - حلمي فودة | - حمزة الشيمي - ناصر شاهين - محمد صلاح - أحمد كمالي - فاروق نجيب - سعيد صديق - علي عزب - محمود العراقي - فؤاد بخش | - خالد غسال - عثمان محمد علي - محمد توفيق إبراهيم - شريف صبري - محمد أحمد - عبد الغني ناصر - أحمد فؤاد سليم - محمود عامر - مجدي عبد الحليم - أحمد عصام | - محمد عبد الحليم - جلال عثمان - عبد الوهاب خليل - مدحت مرسي - إبراهيم علي حسن - أحمد عقل - هاني التهامي - عصام الشويخ | - نبيل سلطان - كمال زغلول - ممدوح صالح - جمال زغلول - عبد العاطي صالح - حسام الشربيني - طارق إسماعيل - محمد عبد الرازق |